# Det Latinske Forbund
Det Latinske Forbund eller Latinerforbundet (ca. 8. århundrede – 338 f.Kr.) var en sammenslutning af omkring 30 landsbyer og stammer i regionen Latium nær antikkens Rom. Forbundet blev dannet til gensidigt forsvar. Udtrykket "Det Latinske Forbund" (engelsk: "Latin League") er opfundet af moderne historikere, uden at have nogen præcis latinsk ækvivalent.

## Dannelse
Det Latinske Forbund blev oprindeligt dannet for at beskytte mod fjendtlige angreb fra de omkringliggende områder (etruskerne), og forbundet var oprindeligt ledet af byen Alba Longa. Et ufuldstændigt fragment af en inskription lavet af Cato den Ældre hævder, at forbundet på et tidspunkt omfattede Tusculum, Aricia, Lanuvium, Lavinium, Cora, Tibur, Pometia og Ardea.

## Romersk ledelse af forbundet
Under Tarquinius Superbus' regeringstid blev latinerne overbevist om at anerkende Roms ledelse. Traktaten med Rom blev fornyet, og det blev aftalt, at latinske tropper skulle møde op på en fastsat dag for at danne en forenet militær styrke med Roms tropper. Det blev gjort, og Tarquin dannede en kombinerede hær bestående af romerske og latinske tropper.
Den tidlige romerske republik dannede en alliance med Det Latinske Forbund i 493 f.Kr. I henhold til romersk tradition fulgte traktaten, Foedus Cassianum, efter en romersk sejr over Det Latinske Forbund i forbindelse med Slaget ved Regillus-søen. Det blev bestemt, at Rom og Latinerforbundet skulle dele dele krigsbytte fra militære erobringer (hvilket senere skulle være en af årsagerne til Latinkrigen 341-338 f.Kr.), og at eventuelle militære kampagner mellem de to ville blive ledet af romerske generaler. Alliancen hjalp med at afvise angreb fra folk som Aequi og Volsci, stammer fra Apenninerne, der blev forhindret i at invadere Latium ved hjælp af blande forbundets forskellige hære.
Det er stadig uvist, om latinerne havde accepteret Rom som medlem af forbundet, eller om traktaten var blevet underskrevet mellem Rom og Det Latinske Forbund.

## Krige med Rom
Under det romerske kongerige og den tidlige til midten af den romerske republik var der talrige stridigheder mellem Rom og latinerne, hvilket førte til en række krige mellem Rom og individuelle latinske byer – og lejlighedsvis med hele Latinerforbundet.
Roms stigende magt førte gradvist til dets dominans af Latinerforbundet. Fornyelsen af den oprindelige traktat i 358 f.Kr. etablerede formelt romersk ledelse og udløste til sidst udbruddet af Latinerkrigen (343-338 f.Kr.). Efter den romerske sejr blev Latinerforbundet opløst.
Efter 338 f.Kr. – afslutningen på Latinerforbundet – omdøbte Rom byerne til municipia og etablerede coloniae inde i dem. Det betød, at byerne nu blev styret af Rom (eller den romerske republik), og at de mennesker, der boede der, blev betragtet som romerske kolonister.

## Byer
Alba Longa (grundlægger, som blev ødelagt i midten af det 7. århundrede f.Kr.), Ardea, Aricia, Cameria (ødelagt i 502 f.Kr.), Cora, Lanuvium, Lavinium, Pometia, Tibur og Tusculum.